# Maurska umjetnost
Maurska, ili maursko-španjolska umjetnost, je naziv za inačicu islamske umjetnosti koja se razvila od VIII. stoljeća nadalje u područjima pod vlašću Maura na Pirenejskom poluotoku, u zemljama sjeverne Afrike (Magreb) i djelomično na Siciliji. Razvila se na temeljima starije islamske umjetnosti uz slabije utjecaje umjetnosti kršćanskog Zapada.
Maursku umjetnost, napose arhitekturu, odlikuje živa polikromija i raskošna plastička dekoracija koja prekriva sve površine zidova na štetu konstruktivne jasnoće građevine. 
Podudara se s razdobljem arapske dominacije, ali se njen utjecaj nastavlja i nakon propasti arapske vlasti u Španjolskoj u stilu mudéjar. U Italiji je na kasniji razvoj keramike snažno utjecala maurska keramika sa središtima proizvodnje u Málagi i Valenciji.

## Vanjske poveznice
- maurska umjetnost LZMK / Proleksis enciklopedija